# Memoriał Mariana Rosego 1982
Memoriał Mariana Rosego 1982 – 9. edycja turnieju żużlowego, który miał na celu upamiętnienie polskiego żużlowca Mariana Rosego, który zginął tragicznie w 1970 roku, odbyła się 11 lipca 1982 roku w Toruniu. Turniej wygrał Włodzimierz Heliński.

## Wyniki
- Toruń, 11 lipca 1982

| Msc. | Zawodnik              | Klub         | Pkt  |  |  |
| ---- | --------------------- | ------------ | ---- |  |  |
| 1    | Włodzimierz Heliński  | Leszno       | 14   |  |  |
| 2    | Wojciech Żabiałowicz  | Toruń        | 12+3 |  |  |
| 3    | Wiesław Pawlak        | Zielona Góra | 12+2 |  |  |
| 4    | Eugeniusz Miastkowski | Toruń        | 11   |  |  |
| 5    | Wiesław Pawlak II     | Zielona Góra | 10   |  |  |
| 6    | Kazimierz Wójcik      | Gniezno      | 9    |  |  |
| 7    | Tadeusz Wiśniewski    | Toruń        | 9    |  |  |
| 8    | Zdzisław Rutecki      | Bydgoszcz    | 8    |  |  |
| 9    | Krzysztof Głowacki    | Bydgoszcz    | 8    |  |  |
| 10   | Eugeniusz Błaszak     | Gniezno      | 7    |  |  |
| 11   | Eugeniusz Miastkowski | Toruń        | 6    |  |  |
| 12   | Grzegorz Sterna       | Leszno       | 5    |  |  |
| 13   | Ferenc Farkas         | Węgry        | 4    |  |  |
| 14   | Roman Tajchert        | Ostrów Wlkp. | 1    |  |  |
| 15   | Antal Kócsó           | Węgry        | 1    |  |  |
| 16   | Jacek Brucheiser      | Ostrów Wlkp. | 0    |  |  |
|      | rez. Ryszard Kowalski | Grudziądz    | 2    |  |  |
|      | rez. Jan Woźnicki     | Toruń        | 1    |  |  |

### Bieg dodatkowy o 2. miejsce
1. Żabiałowicz, Pawlak